# Goju-Ryu KuYuKai

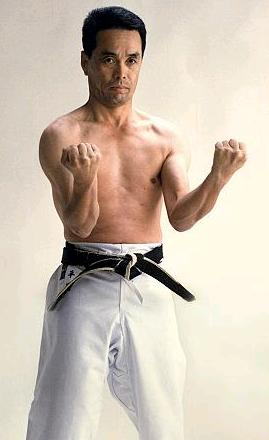
Saiko Shihan Osamu Hirano, fondateur de l'école Kuyukai

Le style de karaté Goju-Ryu traditionnel réputé pour son efficacité et un travail axé sur la santé, marie des techniques originelles issues de différentes écoles chinoises conservées intactes (Grue blanche, Pakua Chuan) ainsi que les bases ancestrales d'Okinawa (Naha te, Kempo). Des apports japonais (Judo kodokan) et indien (Yoga) l’ont complété.
Le Goju-Ryu est un des 4 styles majeurs de karaté et l’ancêtre de l’un d’entre eux : le Kyokushinkaï. Longtemps présenté à tort comme un karaté de la rue, de pure self défense, il est en fait d’une richesse extraordinaire et se pratique à tout âge.
Caractérisé par des positions naturelles, il comprend à la fois des modes de frappe souvent circulaires, visant les points vitaux, le tout assorti de nombreuses techniques de projections et de luxations ainsi que des pratiques de soumission destinées au combat au sol.
Les postures sont stables et puissantes, les coups de pied régulièrement assénés au plus bas sur l'adversaire (souvent mae-geri et kensutso-geri), la respiration ventrale sonore, les déplacements courts et en demi-cercles.
Le Goju-Ryu KuYuKai est le fruit en droite ligne du Goju de Maître Chojun Miyagi.
En 1953, Saïko Shihan Osamu Hirano, Fondateur de la Goju-Ryu Karate-do KuYuKai, commençait à pratiquer le Goju avec Maître Syozo Ujiata (l'ancien Président de la Fédération Go-Ju Kai). À partir de 1963, il s'entraîna avec Gogen Yamaguchi, surnommé dans les milieux du karaté "le chat" et reconnu comme une véritable légende dans tout l'univers des arts martiaux.
Avec le Goju-Ryu KuYuKai, il a su apporter encore plus de fluidité et de souplesse dans la discipline. Revenant à une respiration moins forcée, il a notamment fait de Sanchin, le kata phare du Goju, un travail respiratoire plus doux mais tout en longueur puisque le kata s’est vu quelque peu rallongé.

## autre style de karate
Le karaté compte actuellement plus de 10 millions de pratiquants recensés dans le monde entier. Ce sport comporte plusieurs grandes écoles. Les plus pratiquées sont le Shotokan-ryu, le Wado-ryu, Le Shito-ryu et le Gôjû Ryû.